# Las Piedras (Hidalgo)
Las Piedras también conocido como Micrópolis Ecológica las Piedras es una localidad mexicana, localizada en el municipio de San Felipe Orizatlán en el estado de Hidalgo.

## Geografía
Se encuentra en la región geográfica de la Huasteca hidalguense; a la localidad le corresponden las coordenadas geográficas 21° 21’ 31.272” de latitud norte y 98° 30’ 05.619” de longitud oeste, con una altitud de 82 m s. n. m. Cuenta con un clima semicálido húmedo con abundantes lluvias en verano.
En cuanto a fisiografía se encuentra en la provincia de la Llanura Costera del Golfo Norte, dentro de la subprovincia de Llanuras y Lomeríos; su terreno es de lomerio. En lo que respecta a la hidrología se encuentra posicionado en la región del Pánuco, dentro de la cuenca el río Moctezuma, y la subcuencas del río San Pedro.

## Demografía
En 2020 registró una población de 799 personas, lo que corresponde al 2.08 % de la población municipal. De los cuales 382 son hombres y 417 son mujeres.
| Gráfica de evolución demográfica de Las Piedras entre 1910 y 2020 |
|                                                                   |
| Población registrada por los censos y conteos del INEGI.          |